# Diallan
Diallan es una comuna o municipio del círculo de Bafoulabé de la región de Kayes, en Malí. En abril de 2009 tenía una población censada de 14 695 habitantes.
Se encuentra ubicada al oeste del país, cerca de la frontera con Senegal, Mauritania y República de Guinea.